# اولگا کوزنکووا
اولگا کوزنکووا (روسی: Ольга Серге́евна Кузенкова؛ زادهٔ ۴ اکتبر ۱۹۷۰) پرتابگر چکش اهل روسیه است.
وی همچنین برندهٔ جوایزی همچون نشان دوستی شده‌است. وی در مسابقات کشوری و بین‌المللی در مجموع برندهٔ ۱ مدال طلا، ۴ مدال نقره شده‌است.